# 薩沃伊西克 (羅姆內區)
50°39′51″N 33°32′46″E / 50.66417°N 33.54611°E
薩沃伊斯凱（烏克蘭語：Савойське）是位於烏克蘭東北部的村莊，由蘇梅州羅姆內區的羅姆內市鎮負責管轄。該村處於博布里克河右岸，距離馬利亞里夫希納、博布里克、新卡利尼夫卡、列翁季夫卡和奧列克西伊夫卡2公里，海拔高度137米，2001年人口10。